# Пазух
Пазух, пазухо или потпазушје (лат. Axilla) представља део тела човека који се налази између горњег дела надлактице, рамена и грудног коша.
Најзначајније карактеристике овог дела тела су изразита маљавост, голицљивост и знојење (садржи велики број знојних жлезда). За пазух се везује употреба дезодоранса који смањује знојење и непријатне мирисе.